# Curvularia deightonii
Curvularia deightonii är en svampart som beskrevs av M.B. Ellis 1966. Curvularia deightonii ingår i släktet Curvularia och familjen Pleosporaceae.   Inga underarter finns listade i Catalogue of Life.